# Spermacoce tocantinsiana
Spermacoce tocantinsiana är en måreväxtart som först beskrevs av Elsa Leonor Cabral och Nélida María Bacigalupo, och fick sitt nu gällande namn av Piero G. Delprete. Spermacoce tocantinsiana ingår i släktet Spermacoce och familjen måreväxter. Inga underarter finns listade i Catalogue of Life.